# Infinite H
Infinite H (em coreano:  인피니트 H ; estilizado como INFINITE H) foi o primeiro subgrupo oficial da boy band sul-coreana, Infinite formado pela Woollim Entertainment em 2013. O subgrupo estreou com o seu mini-álbum intitulado "Fly High".

## História

### 2012: Pré-estréia, novo lançamento do álbum e a primeira performance
Antes do concerto de verão do Infinite, “INFINITE CONCERT That Summer”, que foi realizado em 8 de agosto de 2012, a Woollim Entertainment fez uma revelação surpreendente que Hoya e Dongwoo irião revelar uma nova música com a subunidade ‘INFINITE H’. A música foi realizada durante o concerto pela primeira vez. A agência também revelou que eles decidiram lançar a música para mostrar sua gratidão aos fãs que mostraram amor e apoio ao Infinite. A nova música foi criado pelos talentosos produtores Primary e Zion.T.
A subunidade já recebeu muito amor dos fãs por suas performances de "Crying" e "You Look Good". Embora eles tenham revelados a música durante os shows, a agência não tinha planos de lançar a dupla no mundo da música.
Foi anunciado por um representante da Woollim Entertainment que, "Depois do Infinite terminar suas atividades no Japão, Dongwoo e Hoya começariam a gravar o álbum do INFINITE H" e que Infinito H estaria promovendo como uma sub-unidade em 2013.
Antes de sua estréia, foi anunciado que o Infinito H se apresentaria pela primeira vez como um duo no "M! Countdown" em 20 de dezembro de 2012. Também foi afirmado que o grupo estaria dando início as suas promoções em janeiro.

### 2013: Debut com "Fly High"
Em 1 de janeiro de 2013 (KST), Infinite H lançou sua primeira imagem teaser no site oficial do Infinite intitulado "Fly High". A segunda imagem teaser foi lançadada no site oficial do Infinite em 4 de janeiro de 2013.
Após uma série de teasers de vídeo, o vídeo da música para a faixa título "Special Girl", foi lançado em 10 de janeiro de 2013 no canal oficial no YouTube da Woollim Entertainment e após o lançamento do vídeo da música, a dupla também cantou a música junto com a faixa "Without You" no M! Countdown no mesmo dia. Assim que o álbum foi lançado, "Special Girl" ficou em 1º no Naver, Daum, Nate, e outras paradas musicais importantes. Não só isso, mas outras músicas, como "Victorious Way", "Without You", "I Can’t Tell You",e "Fly High", foram classificadas dentro do top 10.
Infinite H também se apresentou em vários programas de música para promover seu álbum.

## Ex-Integrantes
- Dongwoo (em coreano:  동우), nascido Jang Dongwoo (em coreano:  장동우) em 22 de novembro de 1990 (34 anos) em Guri, Gyeonggi, Coreia do Sul.
- Hoya (em coreano:  호야), nascido Lee Hodong (em coreano:  이호동) em 28 de março de 1991 (33 anos) em Busan, Coreia do Sul.

## Discografia
Extended plays
- 2013: Fly High
- 2015: Fly Again